# Militära grader i Argentina
Militära grader i Argentina visar den militära rangordningen i Argentinas krigsmakt.